# Der vierte Mond
Der vierte Mond ist ein 2021 im Heyne Verlag veröffentlichter Science-Fiction-Roman der deutschen Schriftstellerin Kathleen Weise. Der Titel bezieht sich auf Kallisto, den letzten der vier galileischen Jupitermonde. Im Roman wird Anfang des 22. Jahrhunderts eine Mission zu diesem geschickt.

## Handlung
Auf der Chione-Station auf Kallisto beobachtet die Crew der vierten Kallisto-Mission den Absturz ihres Landers Eurybia, an dessen Bord sich Crewmitglied Mercer Green befindet. Die restliche Crew ist ohne Möglichkeit zur Rückkehr fortan auf dem Mond gefangen. Bei einer anschließenden Mission zur Absturzstelle gehen die Crewmitglieder Laure Castel und João Montes auf dem Mond verloren und unter den in der Chione-Station zurückgebliebenen Crewmitgliedern Samuel Król, Bea Ludwig und Adrian Gramont bricht eine unbekannte Krankheit aus, die nur Ersterer überlebt. Samuel Król ist daraufhin komplett alleine und muss auf die nächste Mission für seine Rettung warten. Auf der Erde sterben drei angesehene Geschäftsleute ebenfalls aus unbekannten Gründen. Uche Faure, ein Bewohner der Île du Lion Rouge in Französisch-Guayana, vermutet die Ursache in den von ihm als ehemaligem Spaceworker gehandelten Eiswürfeln vom Jupitermond Europa, die als Prestigeobjekt in Drinks gegeben und von diesen Geschäftsleuten getrunken wurden. Uche Faure beauftragt seine Ex-Freundin und Astrobiologin Jada Fournier mit der Untersuchung seiner Eiswürfel. Tatsächlich findet sie in diesen außerirdische Organismen. Uche bezahlt Jada sein gesamtes für den Lebensabend ausgespartes Vermögen für ihr Schweigen über die Angelegenheit und verschwindet nach Paris. Die Versuche von Space Rocks, seinem ehemaligen Arbeitgeber, ihn ausfindig zu machen, bleiben erfolglos.
Die fünfte Kallisto-Mission an Bord des Raumschiffes Halimede startet und wird in neunzehn Monaten beim Jupiter eintreffen. Mit an Bord ist Almira Castel, die Mutter des verschollenen Crewmitglieds Laure Castel und Spaceworkerin bei Space Rocks. Währenddessen kämpft Samuel Król dagegen an, wahnsinnig zu werden. Er beginnt Gespräche mit zwei Mäusen oder den Leichen von Bea und Adrian. Langsam bemerkt er Veränderungen an der Chione-Station, an die er sich nicht erinnern kann, und beginnt wegen der Befürchtung von Halluzinationen ein Logbuch über seine Tätigkeiten zu führen. Als die Halimede bei Kallisto ankommt, beginnt Almira die Leiche ihrer Tochter Laure im umliegenden Eis zu suchen, findet sie jedoch ebenso wie João vollkommen lebendig vor. Beide erzählen ihr, dass die außerirdischen Organismen, mit denen sie in Kontakt gekommen waren, sie derart angepasst und verändert haben, dass sie auf dem Mond überleben konnten. Es scheint dabei jedoch eine genetische Kompatibilität notwendig zu sein, sodass der Kontakt auch tödlich sein kann. Beide sind oft heimlich in die Chione-Station gegangen, um sich notwendige Nahrung und Ausrüstung zu besorgen, wollen aber weiterhin für tot gehalten werden, da sie auf der Erde sowieso nicht mehr leben könnten und nicht lebenslang für Experimente dienen wollen. Almira beschließt daraufhin, bei ihrer Tochter bleiben zu wollen, und geht das Risiko ein, indem sie Wasser von Europa trinkt. Samuel Król entdeckt daraufhin ihre Unterkunft in einer unterirdischen Höhle. João will ihn nicht wieder gehen lassen, aber Samuel willigt letztendlich ein, niemandem etwas zu verraten. Als er an Bord der Halimede schließlich Kallisto verlässt, denkt er daran, wie nun eine neue Menschenart ihren Anfang nimmt.

## Hintergrund
Der Roman ist der erste Science-Fiction-Roman von Kathleen Weise und war für den Phantastik-Literaturpreis Seraph im Jahr 2022 in der Kategorie „Bestes Buch“ sowie den Kurd-Laßwitz-Preis im Jahr 2022 nominiert, gewann jedoch beide nicht.
Eine Auflistung der vielen Charaktere sowie ihrer jeweiligen Zugehörigkeiten und Tätigkeiten befindet sich am Ende des Romans.

## Kritiken
„Das hat Thriller-Qualität, geht aber deutlich darüber hinaus, denn Weise behandelt sehr souverän auch Fragen der evolutionären Anpassung (ohne je zu technisch zu werden) und kreist dabei um außerirdisches Leben, das erfreulicherweise nicht den üblichen Alien-Klischees entspricht.“

„Ein wirklich spannender Plot, mit allem, was die Science Fiction zu bieten hat.“

„Interessante Charaktere, phantastische Schauplätze, komplexer Plot – bitte mehr davon!“

„Und überzeugend ist dieser Roman tatsächlich im Atmosphärischen, in Szenen- und Charaktergestaltung.“